# Аграчёв, Андрей Александрович
Андрей Александрович Аграчёв (род. 29 марта 1952, Москва) — советский и российский математик, доктор физико-математических наук (1989), профессор. Специалист в области математической теории управления, субримановой геометрии и смежных вопросов теории динамических систем, геометрии и топологии.

## Биография
Родился 29 марта 1952 года в Москве. Окончил факультет вычислительной математики и кибернетики МГУ в 1974 году и аспирантуру этого факультета в 1977 году, защитив кандидатскую диссертацию «Необходимые условия оптимальности второго порядка» (научный руководитель — Реваз Гамкрелидзе).
В 1977—1992 годы занимал должности научного сотрудника, старшего научного сотрудника, ведущего научного сотрудника во Всероссийском институте научной и технической информации. В 1989 году в Математическом институте имени Стеклова (МИАН) защитил докторскую диссертацию «Топология квадратичных отображений в теории оптимального управления». В 1989 году стал лауреатом Математической премии АН СССР. С 1992 года работает в Математическом институте имени Стеклова, ведущий научный сотрудник отдела дифференциальных уравнений.
В 1989—1997 году доцент, затем профессор механико-математического факультета МГУ. С 2000 года — профессор международного института SISSA (Триест, Италия). Также является главным научным сотрудником-консультантом в Институте программных систем РАН.

## Основные публикации
- А. А. Аграчев, Ю. Л. Сачков. Геометрическая теория управления — М.: Физматлит, 2004.
- Agrachev, Andrei A.; Sachkov, Yuri L. Control theory from the geometric viewpoint. — Encyclopaedia of Mathematical Sciences 87. Control Theory and Optimization II. Berlin: Springer, 2004.
- Agrachev, Andrei A.; Barilari, Davide; Rizzi, Luca. Curvature: a variational approach. — Memoirs of the American Mathematical Society 1225. Providence, RI: AMS, 2018.
- Agrachev, Andrei; Barilari, Davide; Boscain, Ugo. A comprehensive Introduction to sub-Riemannian geometry. — Cambridge Studies in Advanced Mathematics. Cambridge University Press, 2019.